# Matt Koehl
Matt Koehl, nome completo Matthias Koehl Jr. (Milwaukee, 22 gennaio 1935 – New Berlin, 10 ottobre 2014), è stato un politico statunitense aderente all'estrema destra neonazista.
Succedette a George Lincoln Rockwell alla guida del Partito Nazista Americano, che egli ribattezzò "Partito nazionalsocialista del popolo bianco".
Vicino allo scrittore cileno Miguel Serrano, Koehl è stato inoltre profondamento influenzato dall'occultismo e dall'attivista greco-francese Savitri Devi. Era inoltre intimo amico della collaboratrice olandese filo-nazista Florentine Rost van Tonningen.

## Biografia
Matt Koehl nacque il 22 gennaio 1935 a Milwaukee, nel Wisconsin, da una benestante famiglia ungherese di origine tedesca. Si laureò in giornalismo all'Università del Wisconsin nel 1961 e successivamente fece parte del corpo militare dei marine. Seppur convinto della sua ideologia fascista, egli fu politicamente instabile: prima di aderire all'American Nazi Party (1960) aveva militato nel Partito di Rinascita Nazionale di James Madole, nel Partito dell'Unione Bianca e nel Partito Nazionale dei diritti dello Stato.
Fu segretario (o per meglio dire "Comandante") dell'ANP dal 1967 al 1985. Dal momento della sua leadership, la connotazione del partito si spostò maggiormente verso la dottrina dell'Hitlerismo Esoterico. Nel 1983, Koehl rinominò il partito Ordine Nuovo (New Order).
Successivamente si occupò meno di politica attiva, preferendo divulgare la sua ideologia tramite libri e riviste.

## Opere
Quattro sono le opere scritte di Matt Koehl:
- "Le grida del futuro" (1972)
- "Qualche direttiva per valorizzare il movimento nazista" (1974)
- "Il programma politico del Partito nazionalsocialista del popolo bianco" (edizione Cicero, 1980, NS pubblicazioni)
- "La fede del futuro" (1995)